# Друштво Насушни хлеб
Друштво Насушни хлеб основано је маја месеца 1927. године у Београду, са циљем да се сиромашним грађанима и незапосленим радницима пружи краткотрајна помоћ у хлебу. Оснивачи су били Ружа Попс, Анастасија Нака Спасић, Љуба Кујунџић, Аспазија Стојановић, Јован С. Јовановић, др Воја Кујунџић, др Јосиф Недок, др Фридрих Попс и Живојин Савић. Принципи друштва били су да никада не одбије никог ко оправдано тражи хлеб и да се хлеб пружи одмах, јер гладан не може чекати до сутра. Хлеб се издавао сваког дана од 8 часова ујутру, увек уз присуство дежурног члана управе. 

## Делатност друштва
У почетку се издавало 25 хлебова дневно, на пристаништу и на железничкој станици у Београду стајале су табле, на којима је писало да сваки незапослени радник може бесплатно добити по један хлеб дневно. Хлеб се најпре издавао у просторијама Народне одбране у улици Краљице Наталије. Друштвена управа је желела да има тачне податке о животу и породицама оних који су се пријављивали за хлеб, па је свакога од њих испитивала за основне податке. Управа се веома изненадила када се након тога нико више није пријављивао за хлеб, јер се прочуло да ће друштво тражити да му општина, у којој је живео незапослени радник, надокнади за хлеб. Одмах се одустало од директног пропитивања људи и већ те године број дељених хлебова попео се на 50 дневно. 
Рад овог друштва поздрављали су многи, чак је и од појединаца пристизала помоћ у новцу и храни. Из Народне одбране друштво је своју канцеларију преселило у општинску кућу у Добрачиној улици, а након тога је општина града Београда уступила друштву на уживање своје имање у Душановој улици број 46. Осим тога, општина је редовно новчано помагала друштво.
Тридесете године биле су године привредне кризе и великог сиромаштва за раднике, то су биле и тешке године за Насушни хлеб, али је ипак друштво успевало да настави са радом и да га, због околности, доста прошири. У том периоду хлеб се делио у неколико улица, у Душановој, Небојшиној и улици Војводе Глигора. Године 1935. поделило се 314.259 комада хлебова, у новчаној вредности око 600.000 динара. Од 1932. године друштво је почело да издаје сталне карте београдској сиротињи, на основу којих су могли да добију хлеб, јер је за време кризе наилазило на много примера беде и болести, где је један хлеб био спас за многе животе, те је краткорајна помоћ постала недовољна. Они који су имали сталне карте добијали су хлеб свакодевно током целе године, а углавном су то биле од мужева напуштене жене са децом, удовице, сиромашне породице у којима отац и мајка због болести нису моги да раде и други. По сталним картама издаје се један, два или три хлеба дневно према броју чланова породице, док појединци са или без карте добијају по један дневно.  
По налогу Краља Александра Насушни хлеб је 1929. године примао 50 хлебова дневно из дворске пекаре, а та пракса се наставила и за време Петра II, све док краљица Марија 1935. године није наредила да се у њено име издаје још 50, дакле укупно 100, хлебова из дворске пекаре. Ово је била драгоцена помоћ за друштво, а пре свега за оне којима је тај хлеб био намењен. У знак захвалности, друштво је узело за своју славу 17. децембар, као успомену на дан рођења Краља Александра. Године 1936. друштво је деловало као пета кухиња Централног одбора за зимску помоћ, те је од 15. децембра 1935. до 15. априла 1936. године друштво издавало просечно 600 хлебова дневно, односно током целе зиме 72.000 комада хлеба. Рад друштва се нарочито у зимским месецима повећавао и тада се издавало и преко 2500 хелбова дневно.
Новине Политика, Време и Правда много су помогли својим публицитетом рад друштва. Професор др Владан Ђорђевић у два маха одржао је на Коларчевом универзитету предавања у корист Насушног хлеба, а преко београдске радио станице одржао је једно предавање члан управе друштва Добривоје Цветковић.
Сви приходи друштва били су намењени набавци хлеба, административни трошкови су били минимални, а рад свих чланова управе бесплатан. За Божић, Васкрс и славу друштва управа се трудила да уз хлеб омогући и поделу сланине и кобасица. Водила се тачна контрола о сваком издатом хлебу, а он се поручивао код лифераната, који на одржаној лицитацији са ценама буду најјефтинији. Строго се водило рачуна да хлеб буде укусан и добро печен, јер је управа била свесна да је у великом броју случајева хлеб био једина храна оних који по њега долазе. Сви прилози у новцу и храни објављивали су се преко Политике.